# 1889

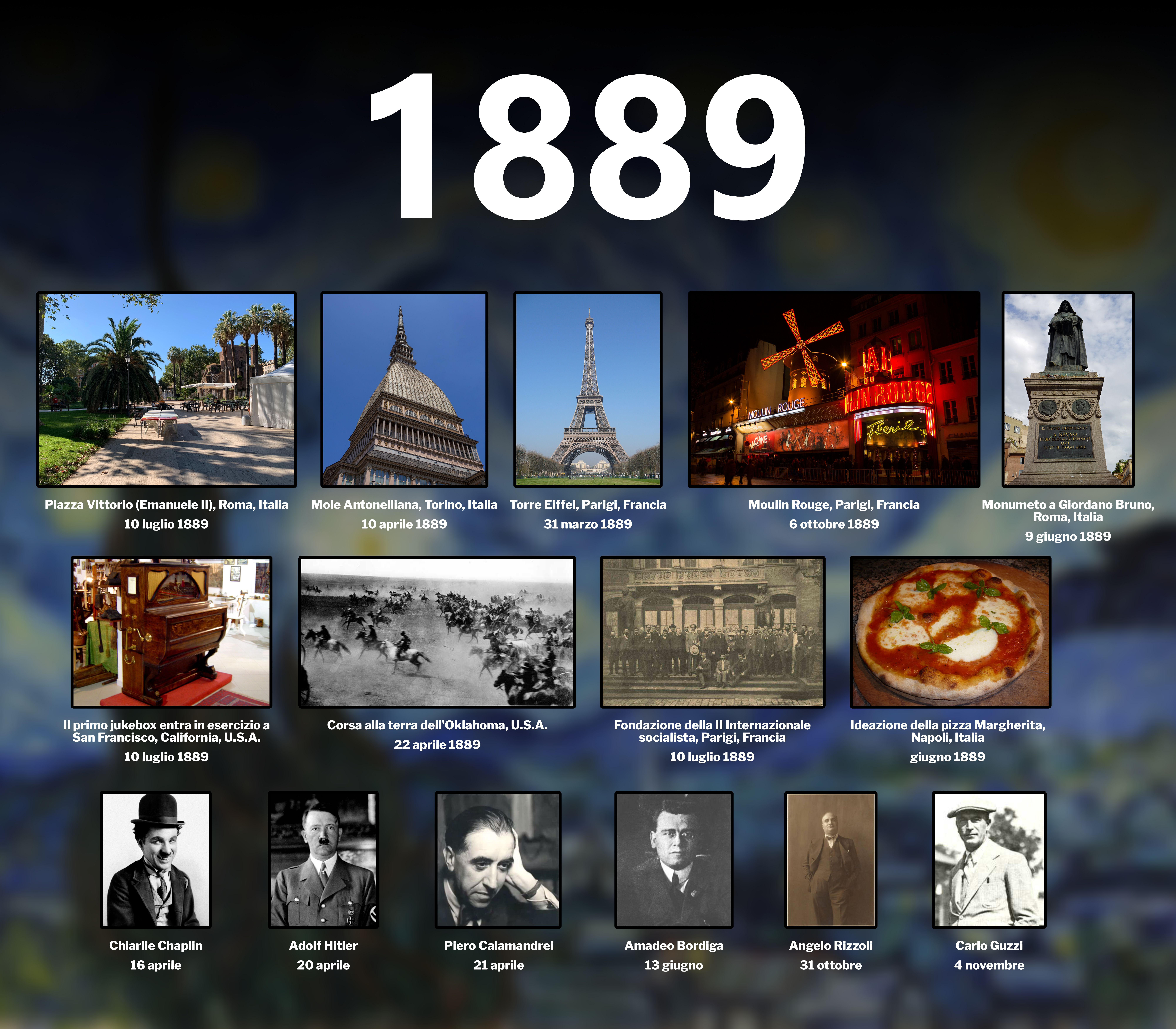
L'anno 1889 in breve.

Il 1889 (MDCCCLXXXIX in numeri romani) è un anno  del XIX secolo.

## Eventi
- 3 gennaio – Avviene il famoso crollo mentale in pubblico del filosofo Friedrich Nietzsche a Torino, probabile effetto di una patologia neurologica.
- 30 gennaio – Fatti di Mayerling: Si suicidano il principe ereditario d'Austria Rodolfo d'Asburgo-Lorena e la sua amante Maria Vetsera.
- 11 febbraio – In Giappone viene promulgata una nuova costituzione.
- 18 marzo – Nasce a Messina il movimento socialista e democratico di massa dei fasci siciliani dei lavoratori.
- 23 marzo – Viene fondata la corrente islamica di Ahmadiyya da parte di Mirza Ghulam Ahmad, in un villaggio del Punjab.
- 31 marzo – Viene inaugurata la Torre Eiffel a Parigi nell'occasione dell'Esposizione Universale celebrando il centesimo anniversario della Rivoluzione francese.
- 10 aprile – Viene inaugurata la Mole Antonelliana a Torino.
- 22 aprile – Inizia alle ore 12:00 l'imponente Corsa alla terra dell'Oklahoma.
- 23 aprile – Svezia: A Stoccolma nasce il Partito Socialdemocratico dei Lavoratori di Svezia (o "SAP").
- 28 maggio – Viene fondata l'azienda Michelin dai fratelli Édouard e André.
- 9 giugno – Si inaugura a Roma, in Campo de' Fiori, il monumento a Giordano Bruno, opera di Ettore Ferrari.
- 19 giugno – Vincent van Gogh, secondo gli esperti, dipinge la Notte stellata (data precisa dibattuta).
- 8 luglio – Viene fondato il Wall Street Journal.
- 10 luglio – Viene formalmente inaugurata Piazza Vittorio, la più grande piazza di Roma.
- 23 settembre: – In Giappone viene fondata la Nintendo da Fusajiro Yamauchi.
- 24 settembre – Cinque vescovi vetero-cattolici firmano la "Dichiarazione di Utrecht", dando così origine all'Unione di Utrecht delle Chiese vetero-cattoliche.
- 30 settembre – L'incidente ferroviario di Pianerottolo d'Ariano provoca 2 morti e 7 feriti gravi.
- 6 ottobre – Apre i battenti il Moulin Rouge a Parigi (inizialmente come "Jardin de Paris").
- 1º novembre – Il viennese Emanuel Löwy fonda presso l'università della Sapienza di Roma la prima cattedra di archeologia in Italia.
- 15 novembre: 
  - viene donata alla città di Parigi una replica della Statua della Libertà di New York.
  - il Brasile, con un colpo di Stato, passa dall'impero alla Repubblica.
- 23 novembre – Il primo Jukebox entra in esercizio al Palais Royale Saloon di San Francisco.[1]

### Senza data precisa
- Giovanni Verga pubblica Mastro-don Gesualdo.
- Gabriele d'Annunzio pubblica Il Piacere.
- Eduardo Scarpetta scrive Na santarella.
- Il pizzaiolo Raffaele Esposito dedica alla regina Margherita di Savoia la "pizza Margherita" che rappresenta il nuovo vessillo tricolore con il bianco della mozzarella, il rosso del pomodoro ed il verde del basilico.
- Francia: viene fondata la Seconda Internazionale a Parigi.
- Epidemia di peste in Russia, principalmente a Mosca.
- Il medico giapponese Shibasaburo Kitasato isola il bacillo del tetano.
- Almon Brown Strowger brevetta il primo sistema di commutazione telefonica che non richiede alcun operatore.

## Nati
Ci sono circa 1 340 voci su persone nate nel 1889; vedi la pagina Nati nel 1889 per un elenco descrittivo o la categoria Nati nel 1889 per un indice alfabetico.

## Morti
Ci sono circa 390 voci su persone morte nel 1889; vedi la pagina Morti nel 1889 per un elenco descrittivo o la categoria Morti nel 1889 per un indice alfabetico.

## Calendario
| Calendario 1889 | Calendario 1889 | Calendario 1889 | Calendario 1889 | Calendario 1889 | Calendario 1889 | Calendario 1889 | Calendario 1889 | Calendario 1889 | Calendario 1889 | Calendario 1889 | Calendario 1889 | Calendario 1889 | Calendario 1889 | Calendario 1889 | Calendario 1889 | Calendario 1889 | Calendario 1889 | Calendario 1889 | Calendario 1889 | Calendario 1889 | Calendario 1889 | Calendario 1889 | Calendario 1889 | Calendario 1889 | Calendario 1889 | Calendario 1889 | Calendario 1889 | Calendario 1889 | Calendario 1889 | Calendario 1889 | Calendario 1889 | Calendario 1889 |
| --------------- | --------------- | --------------- | --------------- | --------------- | --------------- | --------------- | --------------- | --------------- | --------------- | --------------- | --------------- | --------------- | --------------- | --------------- | --------------- | --------------- | --------------- | --------------- | --------------- | --------------- | --------------- | --------------- | --------------- | --------------- | --------------- | --------------- | --------------- | --------------- | --------------- | --------------- | --------------- | --------------- |
|                 | 1               | 2               | 3               | 4               | 5               | 6               | 7               | 8               | 9               | 10              | 11              | 12              | 13              | 14              | 15              | 16              | 17              | 18              | 19              | 20              | 21              | 22              | 23              | 24              | 25              | 26              | 27              | 28              | 29              | 30              | 31              |                 |
| Gennaio         | Ma              | Me              | Gi              | Ve              | Sa              | Do              | Lu              | Ma              | Me              | Gi              | Ve              | Sa              | Do              | Lu              | Ma              | Me              | Gi              | Ve              | Sa              | Do              | Lu              | Ma              | Me              | Gi              | Ve              | Sa              | Do              | Lu              | Ma              | Me              | Gi              |                 |
| Febbraio        | Ve              | Sa              | Do              | Lu              | Ma              | Me              | Gi              | Ve              | Sa              | Do              | Lu              | Ma              | Me              | Gi              | Ve              | Sa              | Do              | Lu              | Ma              | Me              | Gi              | Ve              | Sa              | Do              | Lu              | Ma              | Me              | Gi              |                 |                 |                 |                 |
| Marzo           | Ve              | Sa              | Do              | Lu              | Ma              | Me              | Gi              | Ve              | Sa              | Do              | Lu              | Ma              | Me              | Gi              | Ve              | Sa              | Do              | Lu              | Ma              | Me              | Gi              | Ve              | Sa              | Do              | Lu              | Ma              | Me              | Gi              | Ve              | Sa              | Do              |                 |
| Aprile          | Lu              | Ma              | Me              | Gi              | Ve              | Sa              | Do              | Lu              | Ma              | Me              | Gi              | Ve              | Sa              | Do              | Lu              | Ma              | Me              | Gi              | Ve              | Sa              | Do              | Lu              | Ma              | Me              | Gi              | Ve              | Sa              | Do              | Lu              | Ma              |                 |                 |
| Maggio          | Me              | Gi              | Ve              | Sa              | Do              | Lu              | Ma              | Me              | Gi              | Ve              | Sa              | Do              | Lu              | Ma              | Me              | Gi              | Ve              | Sa              | Do              | Lu              | Ma              | Me              | Gi              | Ve              | Sa              | Do              | Lu              | Ma              | Me              | Gi              | Ve              |                 |
| Giugno          | Sa              | Do              | Lu              | Ma              | Me              | Gi              | Ve              | Sa              | Do              | Lu              | Ma              | Me              | Gi              | Ve              | Sa              | Do              | Lu              | Ma              | Me              | Gi              | Ve              | Sa              | Do              | Lu              | Ma              | Me              | Gi              | Ve              | Sa              | Do              |                 |                 |
| Luglio          | Lu              | Ma              | Me              | Gi              | Ve              | Sa              | Do              | Lu              | Ma              | Me              | Gi              | Ve              | Sa              | Do              | Lu              | Ma              | Me              | Gi              | Ve              | Sa              | Do              | Lu              | Ma              | Me              | Gi              | Ve              | Sa              | Do              | Lu              | Ma              | Me              |                 |
| Agosto          | Gi              | Ve              | Sa              | Do              | Lu              | Ma              | Me              | Gi              | Ve              | Sa              | Do              | Lu              | Ma              | Me              | Gi              | Ve              | Sa              | Do              | Lu              | Ma              | Me              | Gi              | Ve              | Sa              | Do              | Lu              | Ma              | Me              | Gi              | Ve              | Sa              |                 |
| Settembre       | Do              | Lu              | Ma              | Me              | Gi              | Ve              | Sa              | Do              | Lu              | Ma              | Me              | Gi              | Ve              | Sa              | Do              | Lu              | Ma              | Me              | Gi              | Ve              | Sa              | Do              | Lu              | Ma              | Me              | Gi              | Ve              | Sa              | Do              | Lu              |                 |                 |
| Ottobre         | Ma              | Me              | Gi              | Ve              | Sa              | Do              | Lu              | Ma              | Me              | Gi              | Ve              | Sa              | Do              | Lu              | Ma              | Me              | Gi              | Ve              | Sa              | Do              | Lu              | Ma              | Me              | Gi              | Ve              | Sa              | Do              | Lu              | Ma              | Me              | Gi              |                 |
| Novembre        | Ve              | Sa              | Do              | Lu              | Ma              | Me              | Gi              | Ve              | Sa              | Do              | Lu              | Ma              | Me              | Gi              | Ve              | Sa              | Do              | Lu              | Ma              | Me              | Gi              | Ve              | Sa              | Do              | Lu              | Ma              | Me              | Gi              | Ve              | Sa              |                 |                 |
| Dicembre        | Do              | Lu              | Ma              | Me              | Gi              | Ve              | Sa              | Do              | Lu              | Ma              | Me              | Gi              | Ve              | Sa              | Do              | Lu              | Ma              | Me              | Gi              | Ve              | Sa              | Do              | Lu              | Ma              | Me              | Gi              | Ve              | Sa              | Do              | Lu              | Ma              |                 |